# Taquicàrdia
La taquicàrdia (del grec antic ταχύς / takhýs= ràpid, i καρδία / kardía = cor) és una alteració cardíaca que es caracteritza per la rapidesa exagerada de les contraccions del cor. Convencionalment hom parla de taquicàrdia quan en un adult les contraccions cardíaques són de 100 o més per minut.Normalment té un inici i un final gradual.
S'anomena taquiarrítmia a la taquicàrdia acompanyada d'un ritme irregular.
La taquicàrdia sinusal és comuna a la infància i és una reacció normal a diferents situacions fisiològiques o patològiques com la febre, ansietat, anèmia, hipoxèmia, hipotensió arterial, exercici, hipertiroïdisme, hipovolèmia, deshidratació, tromboembolisme pulmonar, isquèmia miocardíaca, insuficiència cardíaca, processos inflamatoris o xoc. Diverses substàncies com l'alcohol, la cafeïna, la marihuana, la cocaïna, l'heroïna, la morfina o la nicotina poden produir també taquicàrdia sinusal. També s'associa, a vegades, de les emocions, dolor, i pensaments que tingui la persona. Si la taquicàrdia no es presenta amb freqüència, pot ser solament estrès, però si aquesta apareix cada dia o diverses vegades al dia pot ser un símptoma d'alguna malaltia.
Persones que pateixen la taquicàrdia tenen una vida normal, ja que no és una malaltia greu, encara que si escurça la vida del cor a causa del seu major treball. És més comú en les dones que en els homes.
Es recomana descansar en el llit tombat i respirar profundament perquè disminueixi el ritme cardíac.